# Cheumatopsyche daurensis
Cheumatopsyche daurensis är en nattsländeart som beskrevs av Ivanov in Arefina, Ivanov och Levanidova 1996. Cheumatopsyche daurensis ingår i släktet Cheumatopsyche och familjen ryssjenattsländor. Inga underarter finns listade i Catalogue of Life.